# هاري رانكين
هاري رانكين (بالإنجليزية: Henry Cunison Rankin)‏ هو سياسي بريطاني، ولد في 14 أكتوبر 1932 في هميلتون في المملكة المتحدة، وتوفي في 4 يناير 2010 في دنفيرملين في المملكة المتحدة. حزبياً، نشط في الحزب القومي الاسكتلندي.